# Umshumayeli Wendaba
Umshumayeli Wendaba was de eerste krant in Zuid-Afrika die in een zwarte taal, Xhosa, uitgegeven werd, van 1837 tot 1841. 
De krant werd door de Wesleyan Mission Society in Grahamstad (Oost-Kaap) opgericht. De eerste tien uitgaves (1837-1839) werden in Grahamstad uitgegeven, en de laatste vijf (1840-1841) in Peddie. De eerste vijf uitgaves hadden tien pagina's, en de andere dertien uitgaves hadden er elk acht.